# سقوط (مجموعه نمایش خانگی)
سقوط نام مجموعهٔ نمایش خانگی ایرانی محصول سال ۱۴۰۱ به کارگردانی سجاد پهلوان‌زاده و به تهیه‌کنندگی محمدرضا منصوری است‌ که در شهرستان سقز جلوی دوربین رفت. این سریال در ژانر درام و عاشقانه ساخته شده است. اولین قسمت از این سریال روز پنجشنبه ۱۵ دی ۱۴۰۱ از پلتفرم فیلیمو پخش شد و در چهارشنبه ۱۰ اسفند ۱۴۰۱ به اتمام رسید.

## خلاصهٔ داستان
پیوند عاشقانه ژاکان و آیسان در عبور از روزهای سخت آغازین زندگی مشترک‌شان جانی دوباره می‌گیرد. آن‌ها برای آبیاری درخت عشق‌شان برای ماه عسل راهی ترکیه می‌شوند. سفری که پایانش تاریکی است....

## بازیگران
| بازیگر          | نقش             |
| --------------- | --------------- |
| الناز ملک       | آیسان (صفیه)    |
| حمید فرخ‌نژاد    | دیاکو           |
| سجاد بابایی     | ژاکان (ابوعاصم) |
| عباس جمشیدی‌فر   | اردلان          |
| وحید آقاپور     | مامور امنیتی    |
| امین میری       | ابوخالد         |
| رزاق رادان      | مسلم            |
| ابتسام بغلانی   | ام عبیده        |
| وحید عبدالمجیدی | بازپرس مضافه    |
| ملیکا عبداللهی  | عاصفه           |
| یاشار یحیایی    | راننده کُرد      |
| اعظم کبودیان    | هینا            |
| علی حسام‌فر      | دندان‌پزشک       |
| پانته‌آ قدیریان  | عطیه            |
| مهدی موسوی      | موتورسوار       |
| ملیحه رحمانی    | حنان            |
| احلام محسنی     | احلام           |
| مهدی شیخ عیسی   | -               |